# Аммон (святой)
Святой Аммон или Аммун (294—357) — преподобный, живший в Египте в IV веке; один из видных представителей египетского монашества в эпоху его расцвета. Афанасий Великий упоминает о нём в своём жизнеописании Антония Великого. С именем Аммона связывают возникновение монашеской общины Келлий в Вади-Натруне.

## Жизнеописание
Святой Аммон родился в Египте, бывшем в составе Римской империи, в 294 году.
В двадцатилетнем возрасте Аммон был вынужден жениться и, согласно легенде, в первую брачную ночь, сумел убедить супругу принести обет целомудрия. После восемнадцати лет такой «супружеской» жизни, Аммон удалился в Ливийскую пустыню в Вади-Натрун (христианской литературе этот регион иногда называется Нитрийской или Скитской пустыней; от последнего произошло слово скит), где отец-пустынник собрал вокруг себя немало учеников-анахоретов.
Святой Аммон провёл в пустыне двадцать два года и скончался в 357 году.
В православной и католической Церкви память святого Аммона отмечается 4 октября.

## Труды
- Послания (недоступная ссылка)
- Увещательные главы (недоступная ссылка)
- Слово о желающих безмолвствовать (недоступная ссылка)
- О радости души того, кто начал служить Богу (недоступная ссылка)
- Фрагменты (недоступная ссылка)